# Romildo Bolzan Júnior
Romildo Bolzan Júnior (Osório, 13 de março de 1960) é um advogado, político e dirigente esportivo brasileiro, filiado ao Partido Democrático Trabalhista (PDT). Foi o 52.º presidente do Grêmio Foot-Ball Porto Alegrense e o presidente mais longevo da história do clube, alcançando oito anos consecutivos de gestão. Atualmente exerce o mandato de prefeito de Osório pela quarta vez.

## Trajetória política
Graduado em direito pela PUCRS, Romildo Bolzan Júnior herdou do pai, Romildo Bolzan, não só o nome, mas também o gosto pela política. Foi eleito vereador em 1982, em 1989 se tornou vice-prefeito, e em 1993, prefeito do município gaúcho de Osório, sua terra natal. Em 2004, foi eleito prefeito pela segunda vez, sendo reeleito em 2008, completando assim três mandatos à frente do município. Antes de se candidatar a presidente do Grêmio precisou renunciar à presidência estadual de seu partido, o PDT, cargo que ocupava havia sete anos.
No dia 6 de outubro de 2024 Romildo Bolzan Júnior foi eleito prefeito de Osório pela quarta vez pelo PDT, Bolzan contabilizou 15.160 votos (57,53%) e Roger Caputi fez 11.192 votos (42,47%), com 100% das urnas apuradas nas eleições de 2024.

## Romildo e o Grêmio
A ligação entre Romildo e o Grêmio Foot-Ball Porto Alegrense data dos primórdios da vida do dirigente, já que seu pai o associou ao clube em 1963, quando tinha apenas 3 anos. Frequentando, assim, desde muito cedo as dependências do Estádio Olímpico Monumental.
Em 1990, deixaria de ser apenas sócio para integrar o Conselho Deliberativo e também do Conselho Consultivo do Grêmio.
No biênio 2013/2014, Romildo Bolzan Júnior foi vice-presidente da gestão de Fábio Koff.
Em outubro de 2014, como candidato da situação, apoiado por Fábio Koff que era o atual presidente, Romildo Bolzan Júnior foi eleito como 52° Presidente do Grêmio Foot-Ball Porto Alegrense para o biênio 2015/2016, com 6.398 votos (71,4%). Em setembro de 2016, Romildo fechou a contratação do técnico Renato Portaluppi, ídolo da torcida gremista.
Sua primeira gestão ficou marcada pela busca do equilíbrio nas contas do clube e pela conquista da Copa do Brasil de 2016, que tirou o clube de uma fila que já durava quinze anos sem títulos nacionais expressivos.
Em novembro de 2016, Romildo foi reeleito Presidente do Grêmio para o triênio 2017/2018/2019, tendo conquistado 5.605 votos (85,3%) derrotando o candidato Raul Mendes. Neste segundo mandato, logo no primeiro ano, o Grêmio conquistou o Tri Campeonato da América.
No dia 28 de outubro de 2019, Romildo foi aclamado, pelo Conselho Deliberativo do Grêmio, presidente por mais três anos. Nessa oportunidade não houve inscrição de chapa de oposição.
No dia 9 de dezembro de 2021, o Grêmio foi rebaixado a série B do campeonato brasileiro sob o comando do Romildo Bolzan Jr.
Em 16 de novembro de 2022 Romildo Bolzan Jr encerrou o mandato, entregando a faixa para o presidente eleito Alberto Guerra.￼

### Resultado das eleições de 2014
- Romildo Bolzan Júnior (Chapa 4): 6.398 (71,4%)
- Homero Bellini Júnior (Chapa 5): 2.557 (28,6%)
- Brancos e nulos: 58
- Votos validos: 8.955
- Total de votos: 9.013

### Resultado das eleições de 2016
- Romildo Bolzan Júnior (Chapa 1): 5.605 (85,3%)
- Raul Mendes da Rocha (Chapa 2): 963 (14,7%)
- Brancos e nulos: 34
- Votos validos: 6.568
- Total de votos: 6.602

## Títulos no futebol profissional durante sua gestão
Masculino
- Copa Libertadores da América de 2017
- Recopa Sul-Americana de 2018
- Copa do Brasil de 2016
- Campeonato Gaúcho de Futebol de 2018
- Campeonato Gaúcho de Futebol de 2019
- Campeonato Gaúcho de Futebol de 2020
- Campeonato Gaúcho de Futebol de 2021
- Campeonato Gaúcho de Futebol de 2022

Feminino
- Campeonato Gaúcho de Futebol Feminino de 2018